# 貝塞爾 (北卡羅萊納州)
貝塞爾（英語：Bethel）是一個位於美國北卡羅萊納州皮特縣的城鎮。

## 人口
根據2020年美國人口普查的數據，貝塞爾的面積為2.73平方千米，皆為陸地。當地共有人口1373人，而人口密度為每平方千米503人。